# VIII. Ióannész bizánci császár
VIII. Ióannész Palaiologosz, magyarosan VIII. János (görögül: Ίωάννης Η' Παλαιολόγος), (Konstantinápoly, 1392. december 18. – Konstantinápoly, 1448. október 31.) bizánci császár 1425-től haláláig.

## Élete
Miután a trónörökös, Mikaél 1406-ban meghalt, Ióannész követte apját, II. Manuélt a konstantinápolyi trónon 1425-ben. Hogy biztosítsa országát a törökökkel szemben, a pápához látogatott, és felajánlotta a két egyház egyesítését. Ezt valóban ratifikálták 1439-ben Firenzében, ám a terv elbukott. A császárt itáliai útján elkísérte Jeórjiosz Jemisztósz Plíthon, újplatonista gondolkodó, aki döntő hatást gyakorolt Nyugat-Európában a reneszánszra. A császár megfelelő intézkedéseivel megvédte Konstantinápolyt a törökökkel szemben, amikor 1432-ben II. Murád oszmán szultán ismét megostromolta a fővárost. 
VIII. Ióannész háromszor nősült: első felesége I. Vaszilij moszkvai nagyfejedelem leánya, Anna volt (1414), a második pedig Montferrati Zsófia (1421), harmadszorra pedig Komnénosz Mária trapezunti császári hercegnőt vette feleségül, IV. Alexiosz trapezunti császár egyik lányát 1427-ben, aki ugyan 1439-ben, még VIII. János életében a többi feleséghez hasonlóan szintén meghalt, de a császár már nem nősült újra, bár egyiküktől sem született gyermeke. Így aztán a trónon a halála (1448) után  az idősebb öccse, az általa kijelölt XI. Kónsztantinosz követte a trónra szintén áhítozó fivére, Demetriosz ügyeskedése és nyílt felkelése ellenére.
| Előző uralkodó: II. Manuél | Bizánci császár 1425 – 1448 | Következő uralkodó: XI. Kónsztantinosz |